# Kapraď rozložená
Kapraď rozložená (Dryopteris dilatata) je druh kapradiny z čeledi kapraďovité (Dryopteridaceae).

## Popis
Kapraď rozložená je hustě trsnatá, vytrvalá a výtrusná bylina. Dorůstá do výšky až 1,2 m. Spory dorůstají v období od července do listopadu.Oddenek je hustě plevinatý, přímý, až 15 cm dlouhý a 3 – 6 cm silný. Listy, dlouhé až 150 cm a široké až 40 cm, jsou přezimující a všechny téměř stejného tvaru. Jsou poměrně chabé, většinou obloukovitě prohnuté a na spodní straně mají roztroušeně uspořádané nažloutlé žlázky. Čepel je na líci tmavozeleně zbarvena, má vejčitý až trojúhelníkovitý tvar a je zpravidla dvakrát delší než široká. Je dvakrát až čtyřikrát zpeřená a po každé straně má 15 – 20 lístků, které jsou vejčité až vejčitě kopinaté, vzájemně se dotýkající a někdy až překrývající. Nejspodnější lístky jsou vyduté, asymetrické, vejčité až vejčitě trojúhelníkovité. K řapíku směřující bazální lísteček nejspodnějšího lístku je zhruba o polovinu kratší než tento lístek. Okraje lístků i lístečků jsou pilovitě ostnitě zubaté. Délka řapíku je téměř srovnatelná s délkou čepele nebo kratší. Tmavě hnědé zašpičatělé pleviny se světlejšími okraji hustě pokrývající dolní polovinu řapíku jsou více než 1cm dlouhé. Výtrusnicové kupky mají v průměru 0,7 – 1,1 mm a jsou kryté ledvinitou, žlutavě žláznatou ostěrou. Tmavohnědé výtrusy mají elipsoidní tvar a jsou hustě pokryty jemnými ostny, viditelnými jen pod mikroskopem.

## Výskyt
Tato kapradina se vyskytuje od nížin až po subalpinský stupeň v mírně suchých a podmáčených lesích ( zejména smrkových a bukových), v roklích, na vlhkých kamenitých svazích, na úpatí skal, v křovinách, na březích potoků, v kosodřevině apod. Fytochorotyp této kapradiny je Hypericum maculatum - Luzula pilosa, což znamená, že je rozšířená téměř na celém území České republiky s výjimkou Jižní Moravy (v panonské květenné oblasti). Hojně se vyskytuje ve středním Polabí. Mimo ČR se kapraď rozložená vyskytuje v západní a střední Evropě, v jižní Skandinávii, v severní části Balkánského poloostrova, ve střední Itálii, na Korsice, na severozápadní části Pyrenejského poloostrova, na severu Malé Asie a na Kavkazu.

## Možnost záměny
Kapraď rozložená je někdy zaměňována s papratkou samičí (Athyrium filix – femina (L.) Roth). Od papratky samičí se liší okrouhlými výtrusnicovými kupkami a počtem cévních svazků v řapíků, kterých má kapraď rozložená čtyři, kdežto papratka samičí má pouze dva cévní svazky.
V nižších polohách může být kapraď rozložená zaměňována s kapradí osténkatou (Dryopteris carthusiana). Od té se kapraď rozložená liší plevinami na řapíku, které jsou delší než 1cm.